# 漂流者 (電視劇)
《漂流者》是朝日電視台於2021年7月23日起播出的週五晚間連續劇，播到2021年9月24日，由秋元康企劃及原作，神田優和布拉吉莉·安妮·山田共同編劇，由齋藤工主演。

## 簡介
在某個地方的海岸上，漂流著一位全裸的帥哥，偶然發現這個男人的女高中生們，以輕鬆的心情在SNS上發佈了影片，於是「#帥哥全裸漂流者」成為了流行詞，男人一時成為名人。此外，他還因為在被發現時的自言自語被稱為「海明威」受到關注。而且，這個沒有記憶、連自己是什麼人都不知道的男人，發揮了預言般的力量，解決了引起社會騷動的事件，逐漸成為人們崇拜的存在！？
少女失踪、野蠻的殺人……等等，海明威周圍連續發生不可思議的事件。簡直就像是看透了事件一樣，擁有神一般的能力，把人們捲入了瘋狂的信仰之中。海明威到底是什麼人？連續事件的真相是……？儘管人們如此狂熱，但海明威本人始終如一的像是一個平淡無華、面目不明的「黑盒子」人們隨意地捕捉他的話語，觀察他的表情，推測他的真實面目。單方面地一喜一憂，狂亂起來。

## 登場人物
- 海明威：齋藤工

一名身份不明的男性全裸漂到某地方的海岸，被3名女高中生發現。
女高中生們天真地把拍攝的影片上傳到SNS後，作為「#帥哥全裸漂流者」被擴散，一躍成為名人。因為被發現時說出的詞出自厄尼斯特·海明威的作品，所以在網絡上被稱為「海明威」，人氣直線上升。因為失去了記憶，所以期待著通過受到關注讓認識自己的人出現。
另外，具有預知能力，能夠解決引起社會騷動的事件。端正的容貌、神秘的氣氛與不可思議的能力相結合在SNS上大爆紅。逐漸受到人們的崇拜…。
- 新谷詠美（28）：白石麻衣

通過工作看到了日本各種黑暗的新聞記者。
與她的美貌相反，她對刑警們也毫不畏懼，直接進行採訪，還揭露了警察的醜聞。她懷疑一名女童失踪事件和半年內發生的5名女童連環殺人案有關聯，在採訪的過程中得知了海明威的存在。最初是以獨家新聞為目的，為了揭開在世間引起騷動的神秘男子－海明威的真面目而申請採訪，但漸漸地被他所擁有的不可思議的能力所吸引。
- 羅森岸本（ローゼン岸本）（47）：野間口徹

NPO法人「幸福的鐘聲之家」主導者，保護因疾病、經濟等原因而生活困難的人們。有一天，他突然出現在正在住院的海明威面前，成為他的擔保人。總是帶著溫和微笑的神秘人物。
- 野間健太（29）：戶塚純貴

「新潟縣警」刑事部搜查一課的刑警。
和柴田一起調查案件的年輕刑警。一直被柴田提醒注意詞尾的現代青年，對於海明威擁有的不可思議的力量也不輕易否定，有著「也許有」這樣靈活想法的人。
- 深見龍之介（57）：中川雅也（友情出演）

溫文爾雅、和藹可親的「雲行寺」住持。由於寺廟的地點離發生女童失踪事件的購物中心很近，刑警柴田和野間前來詢問。
- 國原榮一（57）：船越英一郎（特別出演）

「新潟醫療大學醫院」的精神科醫生，海明威的主治醫生。
他對失去記憶的海明威說，什麼都可以，把想到的全部記下來。這件事成為向世人展示海明威預知能力的不可思議能力的契機。
- 柴田俊哉（53）：生瀨勝久

「新潟縣警」刑事部搜查一課的刑警。
為女童失踪事件、殺人事件的調查日夜奔走。他們懷疑海明威與事件有關，並密切關注著他的動向。好像在過去經歷過什麼痛苦的事情。
- ：太田奈緒

發現明威的3名女高中生之一。
- ：隅田杏花

發現明威的3名女高中生之一。
- ：吉田志織

發現明威的3名女高中生之一。
- 橋太：橋本潤

「新潟北陸報社」社會部的領導。新谷的上司。

## 製作團隊
- 企劃、原作：秋元康[4]
- 編劇：神田優、布拉吉莉·安妮·山田[4]
- 導演：本橋圭太（as birds）、山本大輔（as birds）[4]
- 總製作人：横地郁英（朝日電視台）[4]
- 製作人：飯田沙也加（朝日電視台）、菊池誠（as birds）、岡美鶴（as birds）[4]
- 配樂：奈良悠樹
- 主題曲：Novelbright《溫柔之劍》（優しさの剣）[1]
- 插入曲：中島美嘉《想知道的事，不想知道的事》（知りたいこと、知りたくないこと）[2]
- 製作協力：as birds
- 製作：朝日電視台

## 播出日程
| 集數   | 播出日期                                                   | 編劇                      | 導演       | 收視率 |
| ------ | ---------------------------------------------------------- | ------------------------- | ---------- | ------ |
| 第1話  | 7月23日                                                    | 秋元康 神田優             | 本橋圭太   | 2.9%   |
| 第2話  | 7月30日                                                    | 秋元康 神田優             | 本橋圭太   | 5.1%   |
| 第3話  | 8月13日                                                    | 秋元康 布拉吉莉·安妮·山田 | 山本大輔   |        |
| 第4話  | 8月20日                                                    | 秋元康 布拉吉莉·安妮·山田 | 山本大輔   |        |
| 第5話  | 8月27日                                                    | 秋元康 神田優             | 本橋圭太   |        |
| 第6話  | 9月03日                                                    | 秋元康 神田優             | 松本喜代美 |        |
| 第7話  | 9月10日                                                    | 秋元康 神田優             | 山本大輔   |        |
| 第8話  | 9月17日                                                    | 秋元康 神田優             | 本橋圭太   |        |
| 最終回 | 9月24日                                                    | 秋元康 神田優             | 本橋圭太   |        |
|        | （收視率由Video Research調查關東地區、家戶的即時統計資料） |                           |            |        |

## 外部連結
- 漂流者 官方網站（日語）
- 漂流者的X（前Twitter）（日語）
- 漂流者的Instagram帳戶（日語）

| 日本 朝日電視台 週五晚間連續劇                  | 日本 朝日電視台 週五晚間連續劇                    | 日本 朝日電視台 週五晚間連續劇 |
| ----------------------------------------------- | ------------------------------------------------- | ------------------------------ |
|                                                 | 漂流者 （2021年7月23日－2021年9月24日）           |                                |
| 要是當時吻了他 （2021年4月30日－2021年6月18日） | 和田家的男人們 （2021年10月22日－2021年12月10日） |                                |